# Opera seria
Pour les articles homonymes, voir Seria (homonymie).
Ne doit pas être confondu avec L'opera seria.

Le livret de l'opéra L'Eraclea

L’opera seria est un opéra de tradition et de langue italienne pratiqué au XVIIIe siècle. 
Son caractère est noble et « sérieux », ce qui l’oppose à l'opera buffa, de caractère comique et enjoué, héritier de la tradition de la commedia dell'arte. 
L’opera seria fut très en vogue dans presque toute l'Europe pendant le XVIIIe siècle — à l'exception notable de la France. Ce terme est plus récent et souvent synonyme de dramma per musica (dramma in musica, dramma musicale) : celui-ci apparaît en frontispice des livrets et il est chronologiquement antérieur. Cependant l'opera seria est une forme évoluée du dramma per musica, une forme dont les caractères se définissent de façon plus précise, plus régulière et se stabilisent plus ou moins au cours du XVIIIe siècle.

## Structure
L’opera seria est construit de façon stricte sur les conventions du dramma per musica en vogue pendant la période du haut baroque. Il utilise l'aria da capo avec successivement : thème principal, thème secondaire et retour du thème principal avec vocalises et ornementations ad libitum par le chanteur. Les arias sont séparés par les récitatifs (recitativo secco ou, plus rarement recitativo accompagnato) pendant lesquels progresse l'action. L'œuvre peut aussi comprendre quelques ensembles (duos, trios  etc).    
L'opera seria traditionnel débute généralement par une ouverture orchestrale en trois mouvements (allegro-largo-allegro) précédant les trois actes répartis en scènes. Celles-ci se composent de récitatifs entrecoupés d'arias à caractère virtuose exprimant le plus souvent des sentiments, réflexions, émotions du chanteur. À la fin de son air, en principe, le chanteur quitte la scène, suscitant les applaudissements des spectateurs. Le compositeur se doit de doser subtilement le nombre et le caractère des arias entre les différents solistes, en fonction de l'importance de leur rôle dans la distribution, de leur notoriété et de leurs exigences parfois capricieuses. Il arrive même parfois qu'un chanteur parvienne à imposer au compositeur d'inclure dans son opéra un air lui ayant déjà réussi dans une autre œuvre - ou à l'inverse refuse de chanter un air lui semblant ne pas mettre suffisamment en valeur son art et sa virtuosité vocale. Le dernier acte se termine par un chœur entonné par les solistes, mais généralement homophone et peu développé.
La dramaturgie de l'opera seria fut développée en réponse notamment à une critique faite par les auteurs français qui considéraient que les livrets d'opéras italiens avaient le défaut de mélanger les genres et d'introduire dans la tragédie des éléments comiques ou populaires : cet aspect prédomine dans l'opéra de tradition vénitienne. En réponse à cette accusation d'infériorité au modèle grec antique, les membres de l'Académie d'Arcadie cherchèrent à se rapprocher de cet idéal classique, en accord avec la règle aristotélicienne des trois unités, en éliminant les éléments vulgaires ou comiques et par une exaltation des valeurs morales (selon l'adage « placere et docere »). 
Cependant la fin souvent tragique du drame classique est évitée en faveur d'un dénouement plus heureux exaltant la vertu (c'est la « fin heureuse » : lieto fine). Le grand spectacle et les ballets si communs en France à la même époque dans le genre contemporain de la tragédie lyrique sont exclus
Les plus fameux librettistes sont Apostolo Zeno et Métastase ; leurs livrets sont souvent mis en musique à de maintes reprises par de nombreux compositeurs.

## Argument
Les livrets ont diverses sources d'inspiration : la mythologie et la légende gréco-romaines, l'histoire - surtout celles de Rome et du haut Moyen Âge (mais les exceptions sont nombreuses), les épopées de la Renaissance telles La Jérusalem délivrée ou Roland furieux, les romans de chevalerie tel Amadis de Gaule ... Tous ces thèmes sont abondamment transformés et adaptés pour satisfaire aux règles du genre de l'opera seria.
En effet, l'intrigue se noue généralement autour d'amours contrariés qui finissent par triompher lors du dénouement, au terme de rebondissements souvent compliqués et (faut-il le nier ?) parfois peu vraisemblables.

## 1720–1740
L'opera seria acquit sa forme définitive au début des années 1720. Apostolo Zeno et Alessandro Scarlatti ouvrirent la voie, mais ce fut véritablement avec Métastase et des compositeurs plus jeunes que le genre devint réellement populaire. La carrière de Métastase débuta avec la sérénade Gli Orti Esperidi (Les jardins des Hespérides). Nicola Porpora mit le poème en musique et le succès fut tel que la fameuse prima donna romaine Marianna Bulgarelli dite "La Romanina" remarqua Métastase et en fit son protégé. Sous son égide, Métastase écrivit livret après livret, et ceux-ci furent bientôt mis en musique par les plus grands compositeurs d'Italie et d'Autriche, établissant le style international de l'opera seria :  Didone abbandonata, Catone in Utica, Ezio, Alessandro nell'Indie, Semiramide riconosciuta, Siroe et Artaserse. Après 1730 il se fixa à Vienne et écrivit de nouveaux textes pour le théâtre impérial jusqu'au milieu des années 1740 : Adriano, Demetrio, Issipile, Demofoonte, L'Olimpiade, La clemenza di Tito, Achille in Sciro, Temistocle, Il re pastore et celui qu'il considérait comme son meilleur livret, Attilio Regolo. Pour ses textes, Métastase et ses sectateurs concevaient le plus habituellement des drames mettant en scène des personnages connus de l'Antiquité pétris de valeurs chevaleresques et morales confrontés aux conflits intérieurs entre l'amour, l'honneur et le devoir, dans un langage élégant et orné : ceux-ci pouvaient convenir aussi bien à la transposition en opéra qu'à la représentation purement théâtrale. On doit noter que Haendel, compositeur d'opéras des plus prolifiques et géniaux de cette époque, resta éloigné de la tendance générale et n'utilisa que trois livrets de Métastase pour ses ouvrages londoniens, préférant varier la provenance de ses textes, d'ailleurs généralement adaptés au public anglais qui ne goûtait guère les récitatifs en italien.            
Les principaux compositeurs métastasiens furent Hasse, Caldara, Leonardo Vinci, Porpora et Pergolèse. Les compositions de Vinci pour Didone abbandonata et Artaserse eurent un grand succès pour leurs récitatifs stromento ; il eut une part essentielle dans la fixation du nouveau style mélodique. Hasse, en revanche, introduisit un accompagnement plus puissant et fut considéré comme le plus original des deux. Pergolèse fut remarqué pour son lyrisme. Pour tous, l'enjeu primordial était de produire de la variété et de s'échapper du modèle recitatif-aria da capo. Les ambiances diverses des livrets de Métastase y aidèrent, de même que les innovations des compositeurs. Pendant cette période, le choix de la tonalité pour décrire certains sentiments et certaines émotions se standardisa : par exemple le ré mineur pour évoquer la colère, do majeur pour la pompe et la bravoure, sol mineur pour les atmosphères pastorales, mi bémol pour les effets pathétiques etc.

## Compositeurs et œuvres d'operas serias
Liste non exhaustive : 
- Tomaso Albinoni
- Antonio Caldara
- Vincenzo Bellini
- Giovanni Bononcini
- Gaetano Donizetti
- Francesco Feo
- Francesco Gasparini
- Christoph Willibald Gluck
  - Orfeo ed Euridice
  - Alceste
  - Paride ed Elena
- Carl Heinrich Graun
- Georg Friedrich Haendel
  - Rinaldo
  - Giulio Cesare in Egitto
  - Scipione
  - Alessandro
  - Ariodante
- Johann Adolph Hasse
- Joseph Haydn
  - Armida (de)
  - L'anima del filosofo, ossia Orfeo ed Euridice
- Niccolò Jommelli
- Leonardo Leo
- Wolfgang Amadeus Mozart
  - Mitridate, re di Ponto
  - Lucio Silla
  - Idomeneo, re di Creta
  - La clemenza di Tito
- Nicola Porpora
- Gioachino Rossini
  - Tancredi
  - Mosè in Egitto
  - Maometto II
  - Semiramide
- Alessandro Scarlatti
- Tommaso Traetta
- Leonardo Vinci
- Antonio Vivaldi
  - Il Giustino